# توماس إم. كينغ
توماس إم. كينغ (بالإنجليزية: Thomas M. King)‏ هو عالم عقيدة أمريكي، ولد في 9 مايو 1929 في بيتسبرغ في الولايات المتحدة، وتوفي في 23 يونيو 2009 في واشنطن العاصمة في الولايات المتحدة بسبب نوبة قلبية.

## وصلات خارجية
- توماس إم. كينغ على موقع ميوزك برينز (الإنجليزية)